# Ivana Kekin
Ivana Kekin (Zagreb, 24. siječnja 1984.) hrvatska je političarka, psihijatrica i doktorica na Klinici za psihijatriju KBC-a Zagreb. Članica je političke stranke Možemo! i potpredsjednica Gradske skupštine Grada Zagreba od lipnja 2021. godine. Od rujna 2021. godine zastupnica je u Hrvatskom saboru. Kandidatkinja je za predsjednicu Republike Hrvatske na izborima 2024. godine.
Diplomirala je na Medicinskom fakultetu u Zagrebu 2008. godine, nakon čega je stekla specijalizaciju iz psihijatrije i subspecijalizaciju iz psihoterapije. Godine 2018. doktorirala je radom Brzina cerebralnog protoka u bolesnika s prvom psihotičnom epizodom, za koji dobiva i Dekanovu nagradu za najbolji doktorat Medicinskog fakulteta. U politiku se uključuje 2016. godine učlanjenjem u stranku Nove ljevice, čija predsjednica postaje 2020. godine. U Možemo! se učlanjuje 2022. godine te postaje članica Vijeća stranke i Upravnog odbora. Od 2021. godine zastupnica je u Hrvatskom saboru, na čijem mjestu mijenja strančku kolegicu Radu Borić, a 2024. godine ponovno osvaja mandat u Hrvatskom saboru u 1. izbornoj jedinici. Na izborima za Europski parlament 2024. osvaja najviše preferencijalnih glasova na stranačkoj listi Možemo!, međutim zbog fokusiranosti na domaću politiku, mjesto prepušta stranačkom kolegi Gordanu Bosancu.

## Biografija
Ivana Kekin rođena je 1984. godine u Zagrebu. Odrasla je u Svetom Ivanu Zelini u osmeročlanom domaćinstvu koje je samostalno uzdržavao njen otac. U Zelini je završila i osnovnu školu te upisala Opću gimnaziju. U Zagreb se seli 2002. godine i upisuje Medicinski fakultet. Tijekom studija upoznaje svog budućeg muža Mile Kekina. Nakon završetka studija polaže državni ispit i radi u tvrtki za klinička ispitivanja. Godine 2011. natječe se za specijalizaciju iz neurologije i psihijatrije, a nakon što je dobila obje na KBC Rebro, odlučuje se za psihijatriju. Godine 2013. odlazi s obitelji na tromjesečno znanstveno istraživanje na Sveučilište u Torontu. Tijekom istraživanja bavi se proučavanjem promjene brzine krvnog protoka za vrijeme neurokognitivne aktivacije kod pacijenata s prvom psihotičnom epizodom. Kekin doktorira 2018. godine na Medicinskom fakultetu u Zagrebu. Njezin doktorski rad, Brzina cerebralnog protoka u bolesnika s prvom psihotičnom epizodom, biva proglašen najboljim doktorskim radom te godine. Specijalistički ispit iz psihijatrije polaže 2016. godine, a 2020. godine postaje subspecijalistica psihoterapije na KBC Rebru.

## Politička aktivnost
U siječnju 2016. godine, nakon prethodnih parlamentarnih izbora, Kekin se učlanjuje u stranku Nova ljevica, nezadovoljna potezima nove Vlade HDZ-a Tomislava Karamarka. Na prosvjedu „Hrvatska može bolje” za kurikularnu reformu 1. lipnja 2016. godine sudjeluje s govorom u kojemu naglašava da se radi o prosvjedu za budućnosti i »…[klinci] koji neće puniti buseve za Stuttgart nego će znati kako da im bude dobro ovdje«.
Prvi formalni politički angažman ostvaruje 2020. godine, kada sudjeluje u kampaniji za parlamentarne izbore iste godine kao kandidatkinja na listi Zeleno-lijeve koalicije u 7. izbornoj jedinici. Lista je u toj izbornoj jedinici osvojila jedan mandat koji je pripao Radi Borić, a Kekin je osvojila 5 % preferencijalnih glasova. Godine 2021. sudjeluje na lokalnim izborima u Zagrebu te biva izabrana za predstavnicu u Gradskoj skupštini, gdje obnaša funkciju podpredsjednice skupštine.
U rujnu 2021. godine ulazi u Hrvatski sabor kao zamjena Radi Borić te postaje članica Odbora za zdravstvo i socijalnu politiku, Odbora za obitelj, mlade i sport, Odbora za međuparlamentarnu suradnju, Odbora za pravosuđe te Odbora za ravnopravnost spolova. Tijekom svog mandata u saboru najviše se angažira oko teme zdravstva te kritizira privatizaciju zdravstva. Također se zalaže za »dostupan i solidaran zdravstveni sustav«. Osim pitanja zdravstva, Kekin se bavila temom mentalnog zdravlja, pogotovo s fokusom na djecu i mlade te opasnost ovisnosti o kockanju, za koje je ustvrdila da izravno pogađa 40 000 građana Hrvatske, a neizravno gotovo četvrt milijuna. Angažirala se i za teme femicida te nasilja nad ženama, zalažući se za izmjene Obiteljskog i Kaznenog zakona. Aktivna je zagovornica prava žena na pobačaj te prava na adekvatnu zdravstvenu zaštitu, ravnopravnost na tržištu rada i ravnopravnu zastupljenost muškaraca i žena u političkom životu.
Tijekom mandata u Saboru, Kekin nastavlja sa sudjelovanjem u izvansaborskim političkim aktivnostima. Tako početkom 2023. predvodi kampaniju Nije dobro za pomorsko dobro kao reakciju na prijedlog kontroverznog zakona kojim se trebalo omogućiti zadavanje javnih pomorskih dobara u privatne koncesije »na razdoblja od više desetaka godina«. U sklopu kampanije provedene su tribine te je peticija protiv usvajanja zakona sakupila oko 30 000 potpisa, zbog čega je prijedlog povučen, a važeći zakon u konačnici izmijenjen. Sudjelovala je i u medijskoj kampanji pritiska protiv ilegalne privatizacije plaža u slučaju s vilom u Lovranu.
Na parlamentarnim izborima 2024. godine sudjeluje kao kandidatkinja stranke Možemo! u 1. izbornoj jedinici, te s 12,5 % preferencijalnih glasova na svojoj listi osvaja još jedan mandat u Hrvatskome saboru. Nekoliko mjeseci kasnije, na izborima za Europski parlament osvaja preko 11 000 glasova, odnosno 25 % preferencijalnih glasova na listi Možemo!. Zbog posvećenosti domaćoj politici ipak mjesto u Europskom parlamentu prepušta Gordanu Bosancu. Dana 9. rujna 2024. godine stranka Možemo! predstavila je Ivanu Kekin kao kandidatkinju za predsjednicu Republike Hrvatske.

## Privatni život
Kekin živi u Zagrebu s mužem Milom Kekinom, s kojim ima dvoje djece.

## Vanjske poveznice
- Službena mrežna stranica